# Czernina Górna
Czernina Górna – wieś w Polsce położona w województwie dolnośląskim, w powiecie górowskim, w gminie Góra.

## Podział administracyjny
W latach 1975–1998 miejscowość administracyjnie należała do województwa leszczyńskiego.

## Nazwa
Do roku 1936 nosiła nazwę Tschirnau, w latach 1937–1945 Oberlesten.